# Pekelná třída a ďábelský víkend
Pekelná třída a ďábelský víkend je kniha pro děti od Vojtěcha Steklače. Kniha vyšla v r. 2007.

## Příběh
Kniha vypráví o tom, jak Palhounová s Teckertovou pozvou Boříka, jeho kamarády Čendu, Mirka a Aleše a velkou část celé jejich třídy včetně neoblíbeného šprta Bohouška na víkend do penzionu Irma, který vlastní táta Teckertové. Má to ovšem jeden háček. Všichni pozvaní musí předvádět že jsou o deset let starší (tedy dospělí). Bořík a Mirek chtějí být zpočátku doktoři (jeden práv a druhý medicíny), ale po poradě se Slaby (která se stala věštkyní), se rozhodnou že Mirek bude profesionální hráč golfu a Bořík detektiv. Po příjezdu je čeká šok když zjistí že přijede i třídní šprt Bohoušek a to jako hrabě. Poté se líčí zábavy o víkendu včetně vyvrcholení, když Bořík zjistí (jako soukromý detektiv), že Bohoušek není hrabě.